# Villersexel
Villersexel é uma comuna francesa na região administrativa da Borgonha-Franco-Condado, no departamento do Alto Sona. Estende-se por uma área de 13.19 km². Em 2010 a comuna tinha 1 535 habitantes (densidade: 116,4 hab./km²).